# 田中実 (俳優)
田中 実（たなか みのる、1966年〈昭和41年〉10月27日 - 2011年〈平成23年〉4月25日）は、日本の俳優、声優。本名：同じ。
東京都大田区出身。仲代達矢主宰の無名塾出身。所属事務所は仕事、ヒロ・プロダクション、JVCエンタテインメントを経てオスカープロモーションに所属していた。身長185cm、体重73kg。

## 来歴
実家は池上で焼き鳥屋「鳥よし」を営んでいたが、父親が逝去したことにより、店を閉めた。大田区立蓮沼中学校を経て、東京都立雪谷高等学校を卒業。
高校卒業後に仲代達矢が主宰する無名塾に入塾、同期には女優の若村麻由美がいた。1985年の舞台『どん底』で初舞台に立った。入塾から2000年まで主に無名塾の塾生らが所属する芸能事務所・仕事に所属し、1987年、日本テレビ系の大型刑事ドラマ『ジャングル』の若手刑事・中森役でデビュー。
1990年、NHK連続テレビ小説『凛凛と』で主人公・畠山幸吉を演じて注目を浴びる（男優が単独で主演を務めたのは『いちばん太鼓』以来、4年ぶりであった）。『温泉へ行こう』が好評を博し、シリーズ化される他、2時間ドラマにも多く出演している。
2006年、『ウルトラマンメビウス』ではサコミズ隊長役を務め、若年層にも広く知られるようになった。
私生活では、1993年に一般女性と結婚、一男一女をもうけた。
2011年1月より「40歳を過ぎ、役者の幅を広げたい」との意向からオスカープロモーションへ移籍、翌2月にはオフィシャルブログを開設とさらなる活躍を見せ始めた矢先の4月25日、自宅マンションで首を吊っているところをマネージャーと母親が発見し、病院に救急搬送されたが死亡が確認された。44歳没。遺書がなく、自殺原因は不明。葬儀は密葬で行われ、兄が喪主を務めた。撮影途中だった『法医学教室の事件ファイル33』は代役を立てて撮り直された。

## 出演

### テレビドラマ
- ジャングル（1987年、日本テレビ）中森真司 役
  - NEWジャングル 第26話「もう一人いた」 - ゲスト出演
- 連続テレビ小説「凛凛と」（1990年、NHK）主演・畠山幸吉 役（モデル：川原田政太郎）
- 絶唱（1990年、TBS）
- NHK正月ドラマスペシャル 恋しとよ 君恋しとよ（1991年、NHK）五橋数馬 役
- ナースステーション（1991年、TBS）
- 刑事貴族2 （1991年4月 - 1992年3月、日本テレビ）原田実 役
  - 刑事貴族3 （1992年4月 - 12月）
- 忠臣蔵 風の巻・雲の巻（1991年、フジテレビ）岡野金右衛門 役
- 金曜ドラマシアター （フジテレビ）
  - 「松本清張作家活動40年記念・球形の荒野」（1992年2月7日）添田彰一 役
- はやぶさ新八御用帳（1993年 - 1994年、NHK）大久保源太 役
- 八丁堀捕物ばなし（1993年11月 - 1994年3月、フジテレビ）若手同心・栗原 役
  - 八丁堀捕物ばなし2（1996年4月 - 8月）
- 火曜サスペンス劇場 （日本テレビ）
  - 「京都・女性記者シリーズ」（1994年 - 1995年）多田照夫 役
    - 「京都近江殺人街道」（1994年4月12日）
    - 「京都奈良殺人街道」（1994年8月9日）
    - 「京都塩津殺人街道」（1994年12月6日）
    - 「京都日野殺人街道」（1995年2月28日）
    - 「京都九里半殺人街道」（1995年5月30日）
    - 「京都北陸殺人街道」（1995年12月5日）

  - 「待っている妻」（1997年10月28日）柏木信也 役
  - 「小京都ミステリー23」（1998年）松下高士 役
- 名奉行 遠山の金さん#第6シリーズ （1994年、テレビ朝日）本間孝太郎 役
- 金田一耕助の傑作推理シリーズ 悪魔の唇 （1994年、TBS）
- 御家人斬九郎（フジテレビ / 映像京都）
  - 第1シリーズ 第2話「用心棒二人」（1995年）河田彦四郎 役
  - 第3シリーズ 第11話「深川節」（1998年）寺田彦六 役
- 清水次郎長物語（1995年、CX） - 桶屋の鬼吉 役
- 暴れん坊将軍VI 第32話「男と女の夢舞台」（1995年、テレビ朝日）佐吉 役
- 夏!デパート物語（1995年 TBS）
- 水戸黄門（TBS / C.A.L）
  - 第24部 第34話「御用金送りは悪の罠・福島」（1996年5月20日）潮田数馬 役
  - 第29部 第8話「友よ、立ちあがれ!・奈良」（2001年5月21日）永井兵四郎 役
  - 第38部 第8話「炭より黒い悪党ども・彦根」（2008年2月25日）宇佐美啓四郎 役
  - 第43部 第19話「難問ぞろいの算術対決・前橋」（2011年11月28日）吉田貞晴 役[注釈 1]
- ふたりのシーソーゲーム（1996年、TBS）
- 大江戸弁護人・走る!（1996年、テレビ朝日）第7話「座敷牢で産む女」小平次 役
- 土曜ワイド劇場 （テレビ朝日）
  - 「牟田刑事官事件ファイル22」（1996年）相馬広士 役
  - 「殺人迷宮課の名警部 連鎖の追跡」（1998年7月）
  - 「おばはん刑事!流石姫子7」（2002年）後藤一孝 役
  - 「新・赤かぶ検事奮戦記17」（2005年、朝日放送）江口洋二 役
  - 「越境捜査１」（2008年9月11日、テレビ朝日）片山宗一役（警視監・警察庁長官官房首席監察官）
  - 「失踪調査人・港亮介」（2008年11月29日、朝日放送）島崎武一役
  - 「おかしな刑事 居眠り刑事とエリート女警視」（2009年3月28日）楽打亭抱介 役
  - 「100の資格を持つ女〜ふたりのバツイチ殺人捜査〜2」（2009年6月27日、朝日放送）北川憲雄 役
  - 「東京駅お忘れ物預り所4」 （2010年7月3日）杉本祐介 役
  - 「タクシードライバーの推理日誌27」（2010年10月9日）早乙女和彦 役
- あした吹く風（1997年、TBS）
- 白衣のふたり（1998年、東海テレビ）
- 大岡越前 第15部 第19話「花は知っていた」（1999年1月25日、TBS）清吉 役
- 温泉へ行こうシリーズ（1999年 - 2005年、TBS）武藤健司 役
- 家族になろうよ!（1999年、TBS）北村伸吾 役
- 月曜ドラマスペシャル（TBS）
  - 「浅見光彦シリーズ 13」「須磨明石」殺人事件（2000年3月27日）吉村春夫 役
- NHK時代劇ロマン 柳橋慕情（2000年、NHK）
- しあわせのシッポ（2002年、TBS）林田圭吾 役
- 剣客商売 第4シリーズ 第9話「勝負」（2003年、フジテレビ / 松竹）谷鎌之助 役
- 月曜ミステリー劇場（TBS）
  - 「世直し公務員 ザ・公証人4」（2004年2月16日）水戸辰徳 役
  - 「浅見光彦シリーズ 21」平家伝説殺人事件（2005年12月26日）堀ノ内雄作 役
- 女と愛とミステリー （テレビ東京）
  - 「豪華客船クルーズ殺人事件」（2001年）森賢治 役
  - 「旅行作家・茶屋次郎4」（2004年）三浦信介 役
  - 「小樽運河殺人案内」（2004年）谷垣弘 役
- 忠臣蔵〜決断の時（2003年、テレビ東京系）片岡源五衛門 役
- 金曜エンタテイメント「アリバイの彼方に3」（2004年、フジテレビ）久武 役
- 水曜ミステリー9 （テレビ東京）
  - 「監察医・篠宮葉月 死体は語る6」（2005年）町田耕一 役
  - 「法廷荒らし 弁護士 猪狩文助」（2007年）鈴木益夫 役
- anego[アネゴ] 第1話（2005年、日本テレビ）宮本浩一 役
- ボイスレコーダー〜残された声の記録〜ジャンボ機墜落20年目の真実（2005年8月12日、TBS）
- 相棒 season IV 第1話 （2005年、テレビ朝日）宮添卓也 役
- 天下騒乱〜徳川三代の陰謀（2006年、テレビ東京）寺田八太夫 役
- 病院へ行こう!（2006年、TBS）片瀬雄二 役
- ウルトラマンメビウス （2006年、中部日本放送）サコミズ・シンゴ 役
- 金曜プレステージ「ドクター小石の事件カルテ(3)」（2006年、フジテレビ）桜井晃一 役
- パセリ（2007年10月 - 12月、KBS京都）山田博樹 役
- 冗談じゃない!（2007年、TBS）手塚元 役
- 医龍-Team Medical Dragon-2（2007年、フジテレビ）富樫剛 役
- 大河ドラマ 風林火山（2007年、NHK）妻鹿田新介 役
- 恋のから騒ぎ 〜Love StoriesIV〜「声が震える女」（2007年11月30日、日本テレビ）
- 長い長い殺人（2007年、WOWOW）小宮拓郎 役
- 月曜ゴールデン（TBS）
  - 「万引きGメン・二階堂雪16・美顔・カリスマ美容師」（2007年12月24日）神崎利光 役
  - 「ご近所探偵・五月野さつき3・殺意のキャンプ場」（2008年12月1日）真壁武彦 役
  - 「赤かぶ検事奮戦記-悪夢の女相続人」（2009年5月11日）日高慎一 役
  - 「上条麗子の事件推理7 死を呼ぶ越中富山の湯」（2010年6月14日）藤井刑事 役
  - 「湯けむりバスツアー 桜庭さやかの事件簿3」（2011年4月18日）大西誠次 役
  - 「探偵 左文字進15」（2011年7月18日）新庄博之 役 - 最後のドラマ出演。
- ケータイ刑事銭形海サードシリーズ 第4話「松山刑事、最大の危機!〜会社社長誘拐殺人事件〜」（2008年1月26日、BS-i）鯨岡潤一郎 役
- 警視庁捜査一課9係 第3シリーズ（2008年4月 - 6月、テレビ朝日）
- 東京ゴースト・トリップ 第10話（2008年、テレビ神奈川ほか）平松英司 役
- Tomorrow〜陽はまたのぼる〜（2008年、TBS）片岡庸一 役
- おみやさん第6シリーズ 第6話（2008年12月11日、テレビ朝日）萩原慎一 役
- 寧々〜おんな太閤記（2009年 テレビ東京）浅井長政 役
- オーバー30（2009年1月 - 2月、中部日本放送）空海一輝 役
- ヴォイス〜命なき者の声〜第8話（2009年3月2日、フジテレビ）矢野 役
- 本日も晴れ。異状なし（2009年、TBS）又吉万作 役
- 必殺仕事人2009 第15話「昔の女」（2009年5月8日、朝日放送・テレビ朝日）藤一郎 役
- ハンチョウ〜神南署安積班〜 第8話（2009年6月1日、TBS）日高英之（日高商事 社長）役
- 命のバトン〜最高の人生の終わり方（2009年6月24日・6月25日、テレビ東京）有我隆弘 役
- だましゑ歌麿（2009年9月12日、テレビ朝日）安井才三 役
- チャレンジド（2009年10月 - 11月、NHK総合）落合拡 役
- エンゼルバンク〜転職代理人 第5話（2010年2月18日、テレビ朝日）牧原 役
- Mother（2010年4月 - 6月、日本テレビ）藤吉健輔 役
- 土曜ドラマ/鉄の骨（2010年7月 - 、NHK）田中営業課長 役
- モリのアサガオ（2010年11月22日、テレビ東京）東條隆 役
- デカワンコ 第4話（2011年2月5日、日本テレビ）鈴木宏 役
- ホンボシ〜心理特捜事件簿〜 第4話（2011年2月10日、テレビ朝日）並木善也 役
- 再生巨流（2011年3月6日、WOWOW）田村孝久 役
- チャレンジド〜卒業〜 (2011年5月14日・21日、NHK総合）落合拡 役

### 映画
- 潤の街（1989年）雄司 役
- 月光の夏（1993年）風間森介 役
- 宮澤賢治 その愛（1996年）宮澤清六 役
- カンゾー先生（1998年）赤城一郎 役
- ちぎれ雲 いつか老人介護（1998年）深沢哲也 役
- アイ・ラヴ・ユー（1999年）水越隆一 役
- 宣戦布告（2002年）警視庁SAT小隊長 堤孝保 役
- ゴジラ×メカゴジラ（2002年）警備隊員 役[1]
- 草の乱（2004年）高岸善吉 役
- またの日の知華（2004年）良雄 役
- 出口のない海（2006年）戸田航海長 役
- ウルトラマンメビウス&ウルトラ兄弟（2006年）サコミズ・シンゴ 役
- スール（2008年）風間亮 役
- 受験のシンデレラ（2008年）小宮 役
- パラレル〜未来を信じた感動の実話〜（2009年）宮田明 役
- 育子からの手紙（2010年）

### オリジナルビデオ
- ウルトラマンメビウス外伝 アーマードダークネス（2008年）サコミズ・シンゴ 役
- 仮面ライダーW RETURNS 仮面ライダーアクセル（2011年）相模広志 役

### 吹き替え
- ホーンブロワー 海の勇者（海外ドラマ、NHK-BS2）ホレイショ・ホーンブロワー 役（ヨアン・グリフィズ）
- ドクトル・ジバゴ（海外ドラマ、NHK-BS2）ユーリ・ジバゴ 役（ハンス・マシソン）
- 夏の香りユ・ミヌ 役（ソン・スンホン）
- アリー my Love5 レイモンド・ミルベリー 役（ジョシュ・ホプキンス）
- スターリングラード（日本テレビ版）ダニロフ 役（ジョセフ・ファインズ）
- スターシップ・トゥルーパーズ（DVD/ビデオ版）ジョニー・リコ 役（キャスパー・ヴァン・ディーン）
- スターシップ・トゥルーパーズ3（DVD/ビデオ版）ジョニー・リコ 役（キャスパー・ヴァン・ディーン）
- ウェディング・プランナースティーヴ・エディソン 役（マシュー・マコノヒー）
- サンシャイン 2057キャパ 役（キリアン・マーフィー）
- 初恋のきた道ルオ・チャンユー 役（チョン・ハオ）

### その他のテレビ番組
- レディス4（2009年6月25日ほか不定期、テレビ東京）リポーター

### 広告
- 花王
  - バスマジックリン
  - エコナブランド
  - つぶ塩（ハミガキ）
- 中外製薬 - グロンサン（高田純次と一部共演）